# Hieracium atratiforme
Hieracium atratiforme es una especie de planta con flor del género Hieracium, de la familia Asteraceae, orden Asterales.

## Distribución
Hieracium atratiforme se distribuye por Rumania.

## Taxonomía
Fue descrita científicamente por Simonkai. Fue publicada en Enum. Fl. Transsilv.: 371 (1887).